# Kagi (moteur de recherche)
Kagi est un moteur de recherche payant sans publicité développé par la société Kagi Inc., société située à Palo Alto, en Californie. Il se base sur un abonnement mensuel après une limite de cent recherches sans abonnement et nécessite que les utilisateurs soient connectés à un compte pour effectuer une recherche. Il fonctionne comme un métamoteur de recherche mais possède également ses propres indexations de sites Web et d'actualités.
Le nom signifie « clé » en japonais (鍵) et se prononce « kah-gui ».

## Fonctionnalités
Kagi permet aux utilisateurs de voter positivement, négativement et bloquer des sites Web dans les résultats de recherche. Des détails sur ces derniers peuvent être affichés dans les résultats de recherche, tels que la date de création et le nombre d'annonces et de pisteurs dont ils disposent.
Kagi permet également la personnalisation de l'interface utilisateur, y compris un éditeur CSS personnalisé.

### Lenses
Le moteur de recherche permet de filtrer les résultats par catégorie avec une fonctionnalité appelée lenses et permet à l'utilisateur de créer les siennes. Certaines lenses incluent un filtrage pour rechercher des discussions, des podcasts, rechercher directement des fichiers PDF et un filtrage pour concentrer le contenu de sites Web plus petits tels que des blogs et des forums,.

### Bangs
Des raccourcis appelés bangs peuvent être créés pour permettre de rediriger les recherches vers différents sites Web. Il existe également une fonction de réponse rapide par IA qui résume une requête de recherche et donne les sources.

## Navigateur Orion
Orion Browser est un navigateur développé par la société Kagi basé sur le moteur WebKit. il est similaire à Safari, mais avec des fonctionnalités différentes telles que la prise en charge des extensions Web. Il n'est disponible que sur les appareils macOS et iOS et est toujours en version bêta.
Le navigateur Orion est conçu pour être utilisé avec Kagi, mais les utilisateurs ont la possibilité d'utiliser n'importe quel moteur de recherche,.

## Modèle économique
Kagi ne comporte pas de publicité ni de résultats de recherche sponsorisés, étant basé sur un service d'abonnement. Le site ne collecte pas les données personnelles des utilisateurs telles que ses recherches.
Les utilisateurs doivent avoir un compte pour effectuer une recherche sur Kagi. Kagi permet aux utilisateurs d'effectuer 100 recherches gratuites avant de devoir souscrire un abonnement mensuel. Trois types d'abonnements sont disponibles : celui à 5 $ permet d'effectuer 300 recherches par mois (auparavant 500), celui à 10 $ permet des recherches mensuelles illimitées et celui à 25 $ qui permet des recherches illimitées et un accès anticipé à de nouvelles fonctionnalités.
Kagi comptait environ 20 515 membres abonnés le 29 janvier 2024 et 347 000 recherches ont été effectuées ce jour-là.
Les coûts opérationnels de Kagi incluent son accès API à d'autres moteurs de recherche.